# Something New
Something New (englisch für „Etwas Neues“) ist das fünfte in den USA veröffentlichte Album der britischen Band The Beatles. Es erschien am 20. Juli 1964. Es ist das dritte Album der Beatles, das von Capitol Records vertrieben wurde. Something New wurde am 10. September 1964 auch in Deutschland veröffentlicht, hier war es deren fünftes Album.

## Entstehung

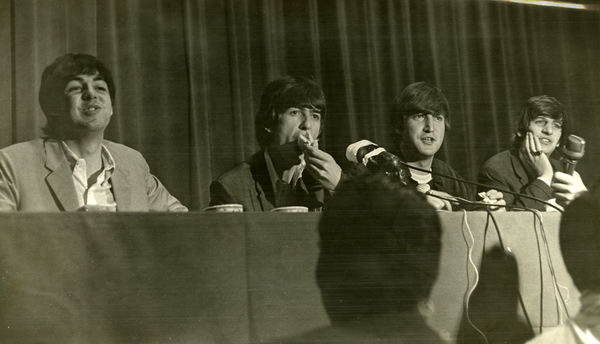
Pressekonferenz im George Washington Hotel, Jacksonville, 11. September 1964

Da United Artists den ersten Spielfilm der Beatles A Hard Day’s Night finanziert hatte, bekam die Filmgesellschaft für die USA auch das Recht den Soundtrack zu vertreiben, der die sieben Lieder der Seite eins des britischen Originalalbums A Hard Day’s Night sowie den Titel I’ll Cry Instead von Seite zwei enthielt. United Artists hatte aber nicht das Recht, Beatles-Singles aus dem Album auszukoppeln, das blieb Capitol Records vorbehalten. Weiterhin war es Capitol Records erlaubt, Lieder des Albums A Hard Day’s Night auf ihren eigenen Alben zu veröffentlichen, so lange sie es nicht als Soundtrackalbum vermarkteten.
Weniger als einen Monat nach der Veröffentlichung des Soundtrackalbums A Hard Day’s Night wurde in den USA Something New von Capitol Records vermarktet. Das Album wurde von Dave Dexter Jr. zusammengestellt und enthält acht Lieder des britischen Albums A Hard Day’s Night, wobei die Lieder Tell Me Why, I’ll Cry Instead, I’m Happy Just to Dance with You und If I Fell bereits auf dem United-Artists-Album A Hard Day’s Night erschienen waren. Weiterhin enthält das Album zwei Lieder der EP Long Tall Sally, Slow Down und Matchbox und das in deutscher Sprache eingesungene Lied Komm, gib mir deine Hand.
Something New erreichte in den US-amerikanischen Billboard 200 den zweiten Platz und verblieb dort neun Wochen, während ein weiteres Beatles-Album, A Hard Day’s Night, Platz eins belegte. Somit war Something New das zweite Album, neben Introducing… The Beatles, das nur Platz zwei erreichte, weil ein anderes Album der Beatles in den USA schon auf dem ersten Platz war. Im Januar 1997 wurde das Album in den USA mit Doppel-Platin für zwei Millionen verkaufte Exemplare ausgezeichnet.
Something New wurde in einer Mono- und in einer Stereoversion veröffentlicht.
Die Stereoversion enthält die britischen Originalversionen der Lieder. I’ll Cry Instead wurde in den USA in einer um knapp 20 Sekunden verlängerten Version auf der Monoversion des Albums Something New veröffentlicht. Weiterhin enthält die Monoversion des Albums andere Abmischungen der Lieder Any Time at All (das Klavier wurde in den Hintergrund gemischt), When I Get Home (das Klavier wurde in den Vordergrund gemischt) und And I Love Her (einfacher und nicht gedoppelter Gesang). Die restlichen Monoversionen sind die originalen britischen Monoabmischungen. Die deutsche Version des Albums enthält eine etwas längere Version von And I Love Her, die am 24. März 1980 auf dem US-amerikanischen Album The Beatles Rarities wiederveröffentlicht wurde.
Das Album Something New wurde auch in Peru und Kanada veröffentlicht.
In Großbritannien wurde das Album Anfang 1965 für den Export hergestellt (Katalognummer: CPCS-101).

## Covergestaltung
Das Coverfoto stammt von Ken Veeder. Es entstand im Februar 1964 während der Ed Sullivan Show, als die Beatles eine Werbetour durch die USA absolvierten.

## Titelliste
Die fett unterlegten Titel befinden sich auf dem Album  A Hard Day’s Night.
| Nr. | Lied                 | Autor            | Leadgesang | Länge |
| --- | -------------------- | ---------------- | ---------- | ----- |
| 01  | I’ll Cry Instead     | Lennon/McCartney | Lennon     | 1:46  |
| 02  | Things We Said Today | Lennon/McCartney | McCartney  | 2:35  |
| 03  | Any Time at All      | Lennon/McCartney | Lennon     | 2:11  |
| 04  | When I Get Home      | Lennon/McCartney | Lennon     | 2:17  |
| 05  | Slow Down            | Larry Williams   | Lennon     | 2:56  |
| 06  | Matchbox             | Carl Perkins     | Starr      | 1:58  |

| Nr. | Lied                             | Autor            | Leadgesang           | Länge |
| --- | -------------------------------- | ---------------- | -------------------- | ----- |
| 07  | Tell Me Why                      | Lennon/McCartney | Lennon               | 2:09  |
| 08  | And I Love Her                   | Lennon/McCartney | McCartney            | 2:30  |
| 09  | I’m Happy Just to Dance with You | Lennon/McCartney | Harrison             | 1:56  |
| 10  | If I Fell                        | Lennon/McCartney | Lennon und McCartney | 2:19  |
| 11  | Komm, gib mir deine Hand         | Lennon/McCartney | Lennon und McCartney | 2:19  |

## Wiederveröffentlichung
Das Album Something New wurde im November 2004 als Bestandteil der Box The Capitol Albums Vol. 1 erstmals als CD veröffentlicht. Die CD beinhaltet die Mono- und die Stereoversion des Albums. Im Januar 2014 wurde Something New als Teil der CD-Box The U.S. Albums erneut veröffentlicht, es erschien auch separat und enthält wiederum die Mono- und die Stereoversion des Albums. Während bei den Boxen The Capitol Albums Vol. 1 und Vol. 2 die originalen Submaster von Capitol Records und nicht die originalen Master der Abbey Road Studios verwendet wurden, wurden für die Alben der The U.S. Albums Box im Wesentlichen die im September 2009 veröffentlichten remasterten britischen Mono- und Stereobänder verwendet. Für die Lieder Any Time at All (Mono), When I Get Home (Mono), And I Love Her (Mono) und I’ll Cry Instead (Mono) wurden neue Abmischungen angefertigt. Das Album ist seit dem 17. Januar 2014 als Download bei iTunes erhältlich.

## Chartplatzierungen des Albums
| Album       | Album         | Datum der Veröffentlichung | Datum der Veröffentlichung | Datum der Veröffentlichung | Beste Charts-Platzierung | Beste Charts-Platzierung | Beste Charts-Platzierung | Label Katalognr. | Label Katalognr.                       | Label Katalognr.                                |
| Typ         | Titel         | GB                         | US                         | DE                         | GB                       | US                       | DE                       | GB               | US                                     | DE                                              |
| ----------- | ------------- | -------------------------- | -------------------------- | -------------------------- | ------------------------ | ------------------------ | ------------------------ | ---------------- | -------------------------------------- | ----------------------------------------------- |
| Kompilation | Something New | –                          | 20. Juli 1964              | 10. Sep. 1964              | n.v.                     | 2                        | 38                       | –                | Capitol T 2080 (Mono) ST 2080 (Stereo) | Odeon O 83756 (Mono) STO und SMO 83756 (Stereo) |

## Auskopplungen

### Singles
| Single                                              | Datum der Veröffentlichung | Datum der Veröffentlichung | Datum der Veröffentlichung | Beste Charts-Platzierung | Beste Charts-Platzierung | Beste Charts-Platzierung | Label Katalognr. | Label Katalognr. | Label Katalognr. |
| A-Seite / B-Seite                                   | GB                         | US                         | DE                         | GB                       | US                       | DE                       | GB               | US               | DE               |
| --------------------------------------------------- | -------------------------- | -------------------------- | -------------------------- | ------------------------ | ------------------------ | ------------------------ | ---------------- | ---------------- | ---------------- |
| Komm, gib mir deine Hand / Sie liebt dich           | –                          | –                          | 4. Feb. 1964               | n.v.                     | n.v.                     | 05 / 7 S2                | –                | –                | Odeon O 22 671   |
| I’ll Cry Instead / A Taste of Honey                 | –                          | –                          | 19. Juni 1964              | n.v.                     | n.v.                     | – / –                    | –                | –                | Odeon O 22 789   |
| I’ll Cry Instead / I’m Happy Just to Dance with You | –                          | 20. Juni 1964              | –                          | n.v.                     | 25 / 95                  | n.v.                     | –                | Capitol 5234     | –                |
| And I Love Her / If I Fell                          | –                          | 20. Juni 1964              | –                          | n.v.                     | 12 / 53                  | n.v.                     | –                | Capitol 5235     | –                |
| And I Love Her / I Should Have Known Better         | –                          | –                          | 4. Aug. 1964               | n.v.                     | n.v.                     | – / 06 S3                | –                | –                | Odeon O 22 792   |
| Matchbox / Slow Down                                | –                          | 24. Aug. 1964              | –                          | n.v.                     | 17 / 25                  | n.v.                     | –                | Capitol 5255     | –                |
| Tell Me Why / If I Fell                             | –                          | –                          | 3. Sep. 1964               | n.v.                     | n.v.                     | – / 25                   | –                | –                | Odeon O 22 797   |
| Slow Down / I’m Happy Just to Dance with You        | –                          | –                          | 19. Okt. 1964              | n.v.                     | n.v.                     | –                        | –                | –                | Odeon O 22 838   |

### Extended Plays (EPs)
| EP                 | EP                                                                              | Datum der Veröffentlichung | Datum der Veröffentlichung | Datum der Veröffentlichung | Beste Charts-Platzierung | Beste Charts-Platzierung | Beste Charts-Platzierung | Label Katalognr. | Label Katalognr. | Label Katalognr. |
| Titel              | Lieder A-Seite / B-Seite                                                        | GB                         | US                         | DE                         | GB                       | US                       | DE                       | GB               | US               | DE               |
| ------------------ | ------------------------------------------------------------------------------- | -------------------------- | -------------------------- | -------------------------- | ------------------------ | ------------------------ | ------------------------ | ---------------- | ---------------- | ---------------- |
| The Beatles’ Voice | I’m Happy Just to Dance With You; And I Love Her / Tell Me Why; Any Time at All | –                          | –                          | Okt. 1964                  | n.v.                     | n.v.                     | –                        | –                | –                | Odeon 41647      |

### US-Promotion-EP
| Titel                          | Inhalt                                                                   | Veröff.   | Label Katalognr. |
| ------------------------------ | ------------------------------------------------------------------------ | --------- | ---------------- |
| Something New (USA-Jukebox EP) | I’ll Cry Instead/And I Love Her/Slow Down/If I Fell/Tell Me Why/Matchbox | Aug. 1964 | Capitol SXA-2108 |

## Verkaufszahlen und Auszeichnungen
| Land/Region               | Auszeichnungen für Musikverkäufe (Land/Region, Auszeichnung, Verkäufe) | Verkäufe  |
| ------------------------- | ---------------------------------------------------------------------- | --------- |
| Kanada (MC)               | Gold                                                                   | 50.000    |
| Vereinigte Staaten (RIAA) | 2× Platin                                                              | 2.000.000 |
| Insgesamt                 | 1× Gold · 2× Platin ·                                                  | 2.050.000 |